# Franceschino de Ghisoni
 (août 2025).
Franceschino de Ghisoni (Ours-François Mucchielli de son nom de baptême), né en 1777, mort en 1832, est un religieux franciscain reconnu vénérable par l'Église catholique. 

## Enfance
Ours-François Mucchielli est né le 17 décembre 1777 à Ghisoni. Son père, Martin Mucchielli est mort alors qu'il était petit, et il n'en a gardé aucun souvenir. Sa mère, Anne Gregori, est, elle, décédée lorsqu'il avait 12 ans. Il a été ensuite élevé par sa sœur Maria-Daria Santelli, née d'un premier mariage de sa mère.
Comme tous les enfants de Ghisoni, il fréquentait le couvent franciscain du village pour apprendre la grammaire et le calcul. 
En mai 1798, Franceschinu Mucchielli fit don à sa sœur de tout le peu qu'il possédait et partit pour Rome.

## Sa vie de moine franciscain
Le 23 octobre 1800, il reçoit la bure franciscaine au couvent de Bellegra Civitella (Italie) sous le nom de Francesco-Maria de Ghisone...mais on continuera à l'appeler Franceschino (Franceschinu en Corse), diminutif convenant bien à sa petite taille et à sa grande humilité.
Le 25 octobre 1805, il est reçu aux ordres mineurs.
Il a 28 ans lorsqu'il devait recevoir les ordres majeurs de la prêtrise...mais Franceschino ne s'en trouvait pas digne et voulu que ce jour n'arriva jamais. 
Avant son sacerdoce, il fait une dernière prière devant la statue de Marie: « Très Sainte Vierge, ma mère, si telle est la volonté de Dieu, obtenez-moi de mon seigneur un empêchement tel, que je ne puisse arriver au sacerdoce » Jamais prière ne fut plus vite exaucée. Une attaque d'épilepsie le terrassa: il ne sera jamais prêtre.

## Dons
Plusieurs faits prodigieux ont été enregistrés dans le dossier du Procès de l'introduction de sa Cause. Franceschino aurait ainsi eu le don de prophétie et celui d'opérer des miracles. En voici quelques exemples:
- Une mère porta un jour son petit garçon de 4 ans au couvent, à moitié mort. Franceschino le bénit et l'enfant fut aussitôt guéri.
- Une autre femme lui présenta son fils estropié des deux pieds. Franceschino fit sur lui le signe de la croix et l'enfant subitement guéri, se mit à marcher.
- Franceschino n'a pas été, après sa mort, insensible aux prières qu'on lui adressait : Un jeune homme avait un anthrax au front et sa tête avait gonflée de manière extraordinaire à tel point que les médecins l'avaient condamné. On fit boire au malade un verre d'eau contenant un fil de l'habit du religieux. Dès qu'il l'eut avalé, il s'écria tout joyeux : « Maman, voici le frère », montrant du doigt le pied de son lit comme s'il voyait Franceschino. Dès ce moment, il se trouva mieux et fut guéri enquelques heures.

Plusieurs autres faits prodigieux sont enregistrés.

## La fin de sa vie
Devenu inapte à la prêtrise pour cause de crises d'épilepsie, Franceschino exerça pendant le reste de sa vie la charge de sacristain. 
Le 25 janvier 1832, il meurt à l'âge de 54 ans.
À la nouvelle de sa mort, les foules viennent s'agenouiller auprès de sa dépouille. Chaque pèlerin veut emporter une relique. On lui coupe ses cheveux, sa corde, ses habits. Pour satisfaire la dévotion des fidèles qui ne cessent d'affluer, on le laisse exposé pendant 5 jours avant de l'ensevelir. 

## Vénération
Le décret d'héroïcité des vertus du serviteur de Dieu, fut publié en 1848 par le Pape Pie IX. Il est déclaré comme étant Vénérable de l'Église catholique, premier degré vers la canonisation.
« L'héroïcité des vertus » désigne les efforts réalisés par la personne en vue de devenir meilleure, d'accueillir la grâce de Dieu, de pratiquer la charité, de se conformer à l'évangile et d'être fidèle à l'Église. Ce critère est bien plus important que les faits extraordinaires, voire miraculeux, réalisés au cours de la vie du chrétien dont la cause est introduite.

## Reconnaissance de son village natal
Une statue de celui que les habitants de Ghisoni appelle San Franceschinu a été érigée sur la place du village en 1897. Après la Première Guerre mondiale, elle sera installée au-dessus de la porte principale de l'église. Aujourd'hui, pour permettre à leur « Saint »de rentrer dans son église, les habitants de Ghisoni attendent qu'un miracle de Franceschino soit reconnu pour continuer la procédure jusqu'à la béatification. Un autre décret de reconnaissance du miracle sera alors signé, permettant alors la béatification du vénérable, si le Saint-Siège juge cela opportun.